# Typeschata
Typeschata is een geslacht van halfvleugeligen uit de familie schuimcicaden (Cercopidae). De wetenschappelijke naam van dit geslacht is voor het eerst geldig gepubliceerd in 1920 door Schmidt.

## Soorten
Het geslacht Typeschata omvat de volgende soorten:
- Typeschata flammans (Walker, 1858)
- Typeschata intermedia Schmidt, 1920
- Typeschata rufivaria (Walker, 1851)